# Mary Willumsen
Mary Birgitte Cecilie Magdalene Willumsen (født 13. juli 1884 på Frederiksberg, død 25. oktober 1961 i København) var en dansk fotograf, syerske, issælger og gartner.
Hun voksede op i Valby og begyndte i 1899 at arbejde som syerske hos Magasin du Nord efter sin konfirmation. Hun giftede sig i 1910 med Harald Axel Larsen, der var maler og fotograf. Efter hans død i 1913, begyndte hun at fotografere erotiske motiver af kvinder ved badeanstalten Helgoland. Efter et stykke tid begyndte hun at betale modellerne for at lade sig fotografere. Hun betragtes som verdens første kvindelige erotiske fotograf.
Fra 1915 begyndte hun sammen med sin kommende ægtemand Ludwig Willumsen (de blev gift i 1917) at sælge håndlavede postkort med erotiske motiver..  Nogle af billederne blev trykt i damebladet Vore Damer - dog uden at nævne hendes navn.
Efter ca. fem år blev hun blev anmeldt af Vigilia, der var en forening, skabt af Indre Mission i 1898, der bekæmpede ugudelighed og usædelighed (billedpornografi blev først tilladt i Danmark i 1969). Sagen blev dog frafaldet pga. Willumsens samarbejdsvilje.
Efter at være stoppet som fotograf, fortsatte hun som issælger ved Helgoland og arbejdede efterfølgende som gartner. Hun tjente også penge på at videresælge nips og antikviteter, købt ved marskandisere og auktioner.